# Сериков, Михаил Георгиевич
Михаил Георгиевич Сериков (13 [25] ноября 1897, Москва — 14 октября 1976, Горький) — советский военачальник, участник Первой мировой, Гражданской и Великой Отечественной войн, генерал-майор танковых войск (1943).

## Биография
Михаил Сериков родился 13 (25) ноября 1897 года в семье служащих в городе Москве. Русский.
В 1909 году окончил Городское 4-классное училище.
В 1914 году окончил Императорское Московское техническое училище.

### Служба в армии
В 1916 году окончил Ораниенбауманскую школу прапорщиков.
В Рабоче-крестьянской Красной Армии с 1 августа 1918 года.
С 1 августа 1918 года — помощник и начальник пулемётной команды 41-го Рабочего полка города Москвы и Особой армии (впоследствии 13-я армия).
С 11 августа 1919 года — инструктор пулемётного дела на 2-х Пехотных Советских Московских командных курсах РККА.
С ноября 1919 года — помощник начальника пулемётной команды в стрелковом батальоне при Московском военкомате.
С декабря 1919 года — инструктор пулемётного дела и помощник начальника пулемётной команды 1-го запасного стрелкового полка Южного фронта.
С июля 1920 года — помощник начальника пулемётной команды 7-го Украинского стрелкового полка 3-й бригады Украинской армии.
С января 1921 года — начальник пулемётной команды 128-го и 43-го стрелкового полков 15-й Сивашской стрелковой дивизии Южного фронта.
С 1922 года служил в кавалерии затем в бронетанковых войсках.
С мая 1930 года — командир танкового и разведывательного батальонов, начальник штаба бригады Механизированной бригады им. Калиновского.
С апреля (или с декабря) 1933 года — преподаватель тактики в Военной академии механизации и моторизации РККА и Московских курсов усовершенствования командного состава.
С мая 1934 года — преподаватель тактики в Ленинградской школе танковых техников (затем Пушкинское танковое училище). С 17 января 1935 года — преподаватель тактики в Московской школе танковых техников (затем Киевское танко-техническое училище).
С февраля 1937 года — помощник начальника отделения 1-го отдела Автобронетанкового управления (АБТУ) РККА.
С 21 октября 1937 года — начальник 4-го отделения 2-го отдела Автобронетанкового управления (АБТУ) РККА.
С 7 октября 1940 года — начальник 4-го отделения Управления боевой подготовки Главного Автобронетанкового управления (ГАБТУ) РККА.

### В Великую Отечественную войну
Приказом НКО № 0226 от 17 августа 1941 года назначен начальником 1-го отдела Управления формирования и укомплектования ГАБТУ РККА.
С сентября 1941 года — заместитель командира 24-й танковой бригады 43-й армии Западного фронта. 28 октября 1941 года в боях за Москву по прикрытию Малоярославского направления ранен осколками мины в руку и ногу. Эвакуирован в госпиталь в Новосибирск.
В 1942 году вступил в ВКП(б), в 1952 году партия переименована в КПСС.
19 августа 1942 года назначен начальником Сталинградского военного танкового училища. В 1942—1944 годах училище находилось в эвакуации в городе Кургане, затем в Харькове.

### После войны
В 1946 году Харьковское пехотное и Сталинградское танковое училища объединили в одно Харьковское, а затем Харьковское объединили с Киевским училищем.
С ноября 1946 года — заместитель командира 10-й механизированной дивизии по строевой части в Северной Корее.
С 8 сентября 1947 года — заместитель командира 5-й гвардейской танковой дивизии по строевой части (Забайкальский военный округ).
С 23 октября 1947 года — городской военный комиссар Горьковского городского военного комиссариата.
Приказом Министра обороны СССР № 01255 от 7 мая 1953 года уволен в запас по ст. 59 пункт «б» (по болезни).
Председатель Горьковского ДОСААФ. Член Горьковского городского комитета КПСС, депутат Горьковского городского Совета депутатов трудящихся.
Михаил Георгиевич Сериков умер 14 октября 1976 года в городе Горьком Горьковской области, ныне город Нижний Новгород — административный центр Нижегородской области. Похоронен в Нижнем Новгороде на Красном (Бугровском) кладбище (9 участок).

## Награды
- Орден  Ленина, 21 февраля 1945 года[6],
- Орден Красного Знамени, трижды: 12 апреля 1942 года[7][8][9], 03 ноября 1944 года[10], 20 июня 1949 года[11].
- Медаль «За оборону Москвы»[12][4];
- Медаль «В ознаменование 100-летия со дня рождения Владимира Ильича Ленина»
- Медаль «За победу над Германией в Великой Отечественной войне 1941—1945 гг.», 31 июля 1945 года[13];
- Юбилейная медаль «Двадцать лет Победы в Великой Отечественной войне 1941—1945 гг.»
- Медаль XX лет РККА
- Юбилейная медаль «30 лет Советской Армии и Флота»
- Юбилейная медаль «40 лет Вооружённых Сил СССР»
- Юбилейная медаль «50 лет Вооружённых Сил СССР»
- Медаль «В память 800-летия Москвы», 1949 год[4];

## Воинские звания
- Майор (Приказ НКО № 01655 от 24.12.1935)[4],
- Полковник (1938)[4],
- Генерал-майор танковых войск (Постановление СНК СССР № 1219 от 05.11.1943)[4].

## Память
- Имя воина увековечено в Главном Храме Вооружённых сил России, и навсегда запечатлено на мемориале «Дорога памяти»[14]